# Lascoria ambigualis
Lascoria ambigualis är en fjärilsart som beskrevs av Walker 1865. Lascoria ambigualis ingår i släktet Lascoria och familjen nattflyn. Inga underarter finns listade i Catalogue of Life.

## Bildgalleri

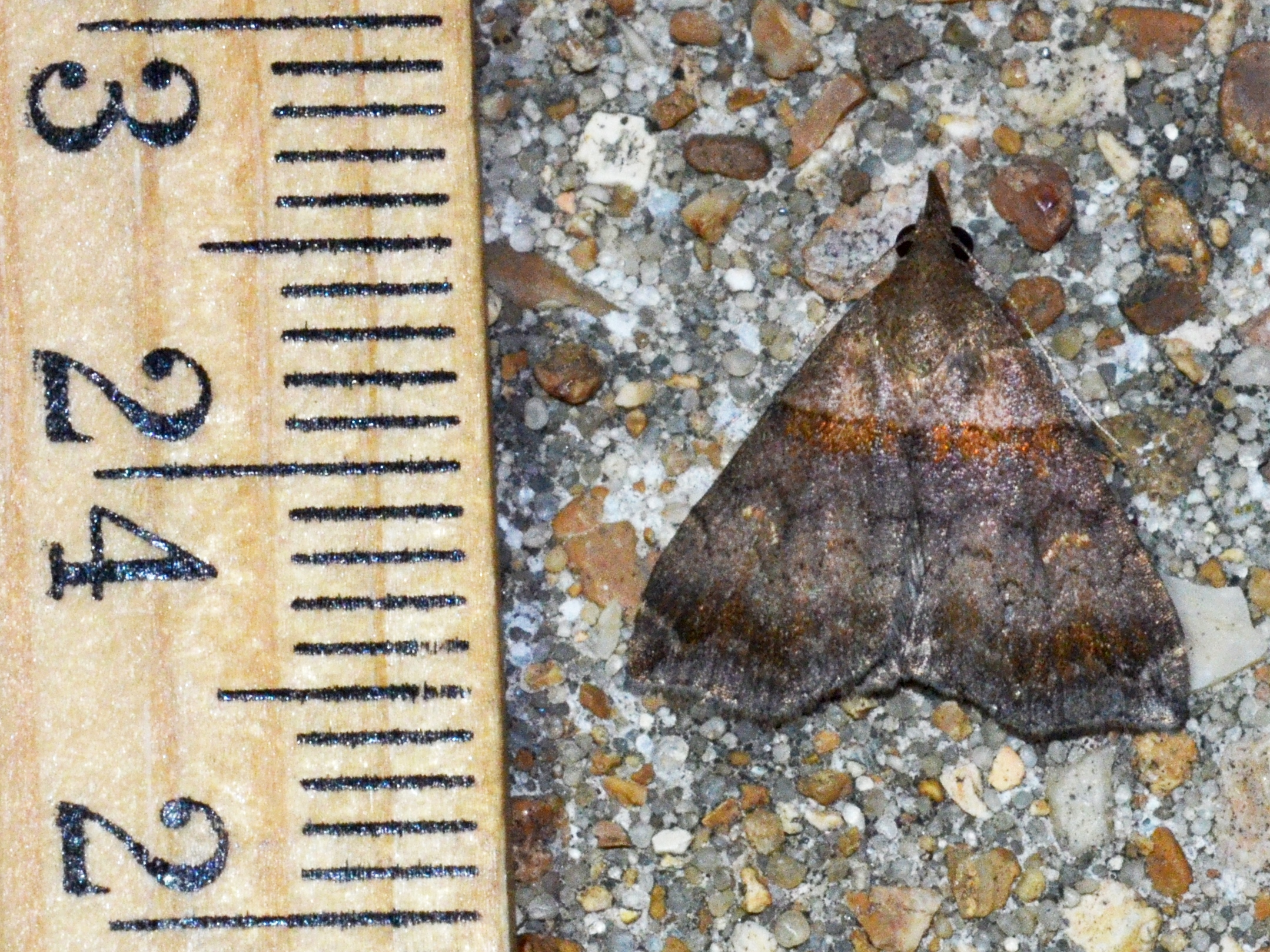